# Мерфи, Джейкоб
Дже́йкоб Кай Ме́рфи (англ. Jacob Kai Murphy, родился 24 февраля 1995 года, Уэмбли, Англия) — английский футболист, полузащитник клуба «Ньюкасл Юнайтед».

## Клубная карьера
Родился 24 февраля 1995 года. Вместе со своим братом-близнецом Джошем начал играть в футбол с семи лет. В двенадцать лет они с братом присоединились к академии клуба «Норвич Сити». С норвичем Джейкоб и Джош выиграли Молодёжный кубок Англии по футболу 2012/2013.
4 января 2013 года братья Джейкоб и Джош подписали свой первый профессиональный контракт с клубом «Норвич Сити». 4 января 2014 Джейкоб дебютировал за «Норвич» в матче против «Фулхема». В отличие от своего брата, Джейкоб в основном составе «Норвича» закрепиться не смог, из-за этого Джейкоб поехал по арендам. В сезоне 2016/17 он вернулся в родной клуб где за 40 матчей забил 10 голов.
19 июля 2017 года перешёл в клуб высшего дивизиона — «Ньюкасл Юнайтед». В первом сезоне Джейкоб сыграл 25 игр и затем потерял место в основном составе. 31 января 2019 ушёл в аренду в клуб «Вест Бромвич Альбион».
В 2020 году вернулся в из аренды в «Ньюкасл» за который играет в данный момент.

## Выступление за сборную
В 2012 году впервые сыграл матч за молодёжную сборную Англии до 18 лет.
В 2017 году играл в полуфинале молодёжного чемпионата Европы в Польше.